# Barranc de la Coma de l'Estany
El Barranc de la Coma de l'Estany, és un barranc del terme de la Torre de Cabdella, dins de l'antic terme primigeni d'aquest municipi.
S'origina a 2.324,1 m. alt., a la Coma de l'Estany, al nord del Tossal d'Astell. i al sud-oest de l'Estany de Filià, que dona nom a la coma i al barranc. Discorre cap a llevant, decantant-se progressivament cap al nord, fins que, passat l'estany de Filià (on emprèn la direcció nord), s'aboca en el riu de Filià prop del Forcall.